# Ruy (nome)
Ruy  è un nome proprio di persona spagnolo e portoghese maschile.

## Varianti
- Portoghese: Rui[1]

### Varianti in altre lingue
- Galiziano: Roi[1]

## Origine e diffusione
Si tratta di un ipocoristico medievale, tipicamente spagnolo e portoghese, del nome di origine germanica Rodrigo. Era un soprannome di Rodrigo Díaz, detto "El Cid", una figura importante della Reconquista spagnola.

## Onomastico
L'onomastico si può festeggiare lo stesso giorno del nome Rodrigo, cioè il 13 marzo in onore di san Rodrigo, martire a Cordova sotto i Mori oppure il 28 ottobre in ricordo di san Rodrigo Aguilar Aleman, martire in Messico.

## Persone

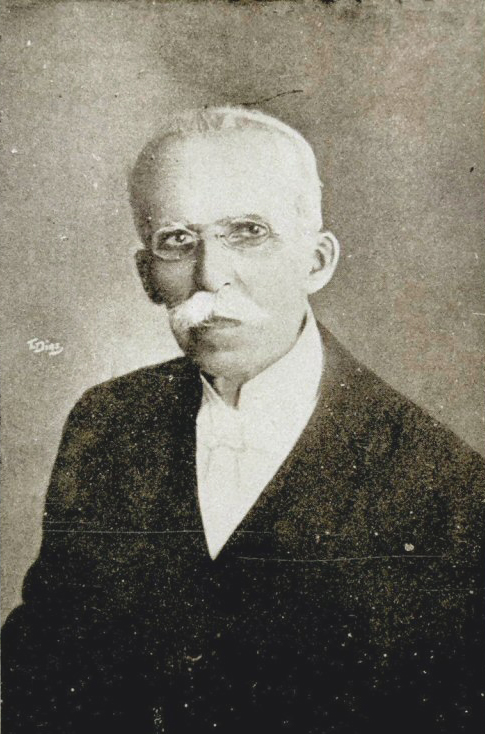
Ruy Barbosa de Oliveira

- Ruy Barbosa de Oliveira, giurista, politico e scrittore brasiliano
- Ruy Blas Biagi, militare italiano
- Ruy Bueno Neto, calciatore brasiliano
- Ruy Calcada Bastos, pittore e poeta portoghese
- Ruy Castro, giornalista, scrittore e traduttore brasiliano
- Ruy Gómez de Silva, aristocratico portoghese
- Ruy González de Clavijo, scrittore, diplomatico ed esploratore spagnolo
- Ruy Guerra, regista, sceneggiatore, montatore e attore brasiliano
- Ruy López de Segura, scacchista e monaco spagnolo
- Ruy López de Villalobos, esploratore spagnolo
- Ruy Ohtake, architetto brasiliano
- Ruy Pauletti, educatore e politico brasiliano
- Ruy Ramos, calciatore e allenatore di calcio brasiliano naturalizzato giapponese

### Variante Rui

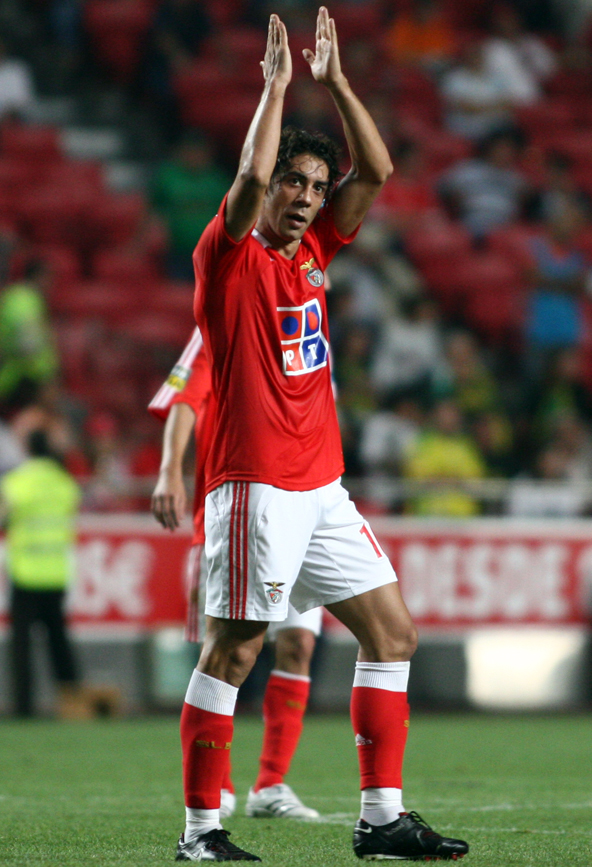
Rui Costa

- Rui Barros, calciatore e allenatore di calcio portoghese
- Rui Costa, calciatore e dirigente sportivo portoghese
- Rui Costa, ciclista su strada portoghese
- Rui de Pina, storico e diplomatico portoghese
- Rui de Sequeira, navigatore ed esploratore portoghese
- Rui Gonçalves, pilota motociclistico portoghese
- Rui Hachimura, cestista giapponese
- Rui Patrício, calciatore portoghese
- Rui Sampaio, calciatore portoghese

### Variante Roi
- Roi Gomez de Briteiros, trovatore portoghese
- Roi Martinz do Casal, trovatore portoghese
- Roi Paez de Ribela, cavaliere e poeta galiziano
- Roi Queimado, trovatore portoghese